# باشگاه فوتبال استقلال تهران در فصل ۶۹–۱۳۶۸
باشگاه فوتبال استقلال تهران در فصل ۶۹–۱۳۶۸ ۴۴امین فصل فعالیت تیم استقلال در فوتبال ایران بود. در این سال استقلال قهرمان مسابقات لیگ قدس شد. همچنین استقلال در این فصل در مسابقات جام باشگاه‌های تهران ۱۳۶۸ حاضر بود. همچنین در دو جام بین اللملی میلز و جام بوردولو در کشور هندوستان شرکت کرد و توانست قهرمان این جام‌ها شود، استقلال یک دیدار دوستانه با تیم واشاش مجارستان هم در ورزشگاه شیرودی انجام داد.

## مرور فصل
رقابت‌های لیگ سراسری باشگاه‌های ایران بعد از انقلاب برای اولین بار با حضور ۲۲ تیم در دو گروه ۱۱ تیمی برگزار گردید که تیم فوتبال استقلال در گروه دوم این مسابقات حاضر بود. در گروه دوم تیم استقلال با ۳۳ امتیاز اول شد و دارایی با ۲۷ امتیاز عنوان دومی را کسب کرد.
در گروه اول مسابقات تیم پیروزی با کسب ۳۱ امتیاز اول شد و تیم ملوان انزلی نیز با ۲۸ امتیاز تیم دوم این گروه گشت. و بدین ترتیب دو بازی نیمه نهایی به این ترتیب شد که استقلال باید با ملوان انزلی دیدار می‌کرد و پیروزی هم با دارایی برای رسیدن به فینال بازی می‌کرد. استقلال در دو بازی رفت و برگشت ۴ بر صفر بر ملوان چیره شد و پیروزی هم توانست ۸ بر ۱ دارایی را از پیش رو بردارد. و دو تیم همیشه رقیب استقلال و پیروزی به فینال اولین دوره لیگ باشگاه‌های ایران بعد از انقلاب راه پیدا کنند. فینال لیگ قدس بین دو تیم استقلال و پیروزی در مقابل یکصد هزار تماشاگر با برتری دو بر یک استقلال خاتمه یافت و آبی‌پوشان راهی جام باشگاه‌های آسیا شدند. تیم استقلال در لیگ سال ۶۸ ستارگان بسیاری را به خدمت گرفت و در نهایت با ۵۸ گل زده (۵۲ گل در ۲۲ بازی مقدماتی) توانست به مقام قهرمانی اولین دوره لیگ باشگاه‌های ایران بعد از انقلاب دست یابد. استقلالی‌ها هر گاه تیمشان روان و شاداب شد دست به تعویض مربی زدند. با منصور پورحیدری آغاز کردند و بعد پرویز مظلومی را هم در کنار او قرار دادند سپس این دو را کنار گذاشتند و محمد صلاحی مربی جوانان استقلال را به سرمربی استقلال انتخاب کردند و باز هم بعد از چند هفته صلاحی برکنار می‌شود و دوباره منصور پورحیدری سکان رهبری را به عهده می‌گیرد. در این سال علاوه بر مسائل بالا محسن گروسی در میانه راه تیم را رها کرد و به تیم پاس تهران رفت. شاهرخ بیانی به اروپا رفت و جعفر مختاری‌فر در جام صلح و دوستی آسیب دید و دیگر استقلال را همراهی نکرد.

## بازیکنان
تیم استقلال با نفرات زیر در مسابقات این سال شرکت کرد:
سعید عزیزیان، احمدرضا عابدزاده، حمید بابازاده، محمدرضا شکوری‌زاده، مجید نامجومطلق، رضا حسن‌زاده، فرشاد فلاحت‌زاده، صادق ورمزیار، مصطفی اردستانی، کورش تشت‌زر، امیر هاشمی‌مقدم، جواد زرینچه، مرتضی یکه، امیر قلعه‌نویی، محمود کلهر، محسن گروسی، بهمن ترکاشوند، شاهرخ بیانی، شاهین بیانی، عبدالعلی چنگیز، مهدی فنونی‌زاده، عباس سرخاب، صمد مرفاوی، حسین تراب‌پور، خسرو پارسا، جعفر مختاری‌فر.

## بازی‌ها
منبع

### جام قدس

#### مرحله گروهی
| ۳ مرداد ۱۳۶۸ ۱ | استقلال تهران                                        | ۳ – ۱ | نفت آبادان | تهران                                             |
|                | قلعه‌نویی ۵۲'، ۸۷' (پنالتی) · حسن‌زاده ۷۹' · نامجومطلق |       | فیروزی ۶۹' | ورزشگاه: شیرودی تماشاگران: ۲۰۰۰۰ داور: حسین تهران |

| ۹ مرداد ۱۳۶۸ ۲ | خیبر خرم‌آباد | ۰ – ۳ | استقلال تهران                         | خرم‌آباد                                                  |
|                | محمد سجادی   |       | یکه ۲۰' · مختاری‌فر ۴۱' · ترکاشوند ۷۵' | ورزشگاه: تختی خرم‌آباد تماشاگران: ۱۵۰۰۰ داور: منوچهر نظری |

| ۲۷ مرداد ۱۳۶۸ ۳ | استقلال تهران | ۱ – ۰ | دارایی تهران | تهران                                              |
|                 | قلعه‌نویی ۸۹'  |       |              | ورزشگاه: شیرودی تماشاگران: ۳۰۰۰۰ داور: هادی دزفولی |

| ۳۱ مرداد ۱۳۶۸ ۴ | ماشین‌سازی تبریز | ۰ – ۱ | استقلال تهران       | تبریز                                                  |
|                 |                 |       | هاشمی‌مقدم ۵۲' · یکه | ورزشگاه: تختی تبریز تماشاگران: ۲۵۰۰۰ داور: منوچهر نظری |

| ۶ شهریور ۱۳۶۸ ۵ | پاکدیس ارومیه           | ۱ – ۱ | استقلال تهران | ارومیه                                                      |
|                 | دلیر ۱۶' · رسول حسن‌زاده |       | گروسی ۲۰'     | ورزشگاه: تختی ارومیه تماشاگران: ۱۰۰۰۰ داور: محمدرضا پورهادی |

| ۱۰ شهریور ۱۳۶۸ ۶ | تام اصفهان  | ۱ – ۲ | استقلال تهران              | اصفهان                                                    |
|                  | سیمکانی ۷۵' |       | مرفاوی ۳۳' · هاشمی‌مقدم ۳۷' | ورزشگاه: ۲۲ بهمن اصفهان تماشاگران: ۳۵۰۰۰ داور: محمد ریاحی |

| ۱۴ شهریور ۱۳۶۸ ۷ | استقلال تهران                                        | ۴ – ۱ | پاس بوشهر                | تهران                                                |
|                  | اردستانی ۸' · مرفاوی ۳۸' · گروسی ۴۲' · هاشمی‌مقدم ۷۲' |       | ملاح‌زاده ۲۱' · مصطفی خاک | ورزشگاه: شیرودی تماشاگران: ۲۵۰۰۰ داور: علیرضا قویدست |

| ۲۰ شهریور ۱۳۶۸ ۸ | استقلال انزلی             | ۱ – ۵ | استقلال تهران                                                   | انزلی                                                 |
|                  | پرورشخواه ۲۸' · فرخ جهانی |       | مختاری‌فر ۱۷' · گروسی ۳۴'، ۵۲' · مرفاوی ۵۷' · یکه ۸۲' · قلعه‌نویی | ورزشگاه: تختی انزلی تماشاگران: ۱۵۰۰۰ داور: حسین عسگری |

| ۴ مهر ۱۳۶۸ ۹ | استقلال تهران                                    | ۴ – ۰ | گسترش اراک      | تهران                                                |
|              | کلهر ۲۱' · یکه ۳۷'، ۴۱' (پنالتی) · هاشمی‌مقدم ۵۸' |       | هوشنگ مرادآبادی | ورزشگاه: شیرودی تماشاگران: ۱۸۰۰۰ داور: محمدرضا امامی |

| ۱۰ مهر ۱۳۶۸ ۱۰ | شهرداری ساری                  | ۱ – ۰ | استقلال تهران | ساری                                                           |
|                | حسن کیومرثی ۸۹' · مصطفی مهدوی |       |               | ورزشگاه: شهید علی اکبر متقی تماشاگران: ۲۵۰۰۰ داور: هادی دزفولی |

| ۲۱ مهر ۱۳۶۸ ۱۱ | نفت آبادان                    | ۱ – ۴ | استقلال تهران                             | اهواز                                                   |
|                | پورجانکی ۱۵' · مسلم خلیفه‌زاده |       | گروسی ۶۱' · حسن‌زاده ۷۵' · مرفاوی ۷۷'، ۸۷' | ورزشگاه: تختی اهواز تماشاگران: ۴۰۰۰۰ داور: حسین خوشخوان |

| ۳ آذر ۱۳۶۸ ۱۲ | استقلال تهران            | ۳ – ۰ | پاکدیس ارومیه | تهران                                              |
|               | یکه ۱۱' · گروسی ۱۳'، ۸۴' |       |               | ورزشگاه: شیرودی تماشاگران: ۱۸۰۰۰ داور: منوچهر نظری |

| ۱۵ دی ۱۳۶۸ ۱۳ | دارایی تهران   | ۱ – ۲ | استقلال تهران        | تهران                                            |
|               | امیر خانلو ۸۴' |       | یکه ۳۲' · مرفاوی ۳۴' | ورزشگاه: آزادی تماشاگران: ۴۰۰۰۰ داور: محمد ریاحی |

| ۳ بهمن ۱۳۶۸ ۱۴ | استقلال تهران             | ۱ – ۱ | ماشین‌سازی تبریز                                   | تهران                                             |
|                | هاشمی‌مقدم ۶۹' · نامجومطلق |       | حسین صادقیان ۴۰' · مهدی جعفرپور · علی ولدعبداللهی | ورزشگاه: شیرودی تماشاگران: ۱۵۰۰۰ داور: محسن زمانی |

| ۸ اسفند ۱۳۶۸ ۱۵ | پاس بوشهر | ۰ – ۲ | استقلال تهران                   | بوشهر                                                  |
|                 | عباس بیشه |       | احدی ۱۵' · کلهر ۲۰' · فلاحت‌زاده | ورزشگاه: بهشتی بوشهر تماشاگران: ۱۵۰۰۰ داور: محمد ریاحی |

| ۱۱ اسفند ۱۳۶۸ ۱۶ | استقلال تهران | ۰ – ۰ | شهرداری ساری                                            | تهران                                            |
|                  | قلعه‌نویی      |       | ایمان عمادیان عباس شریفی عبدالحسین برزگر محمدرضا سلطانی | ورزشگاه: آزادی تماشاگران: ۴۰۰۰۰ داور: حسین عسگری |

| ۱۵ اسفند ۱۳۶۸ ۱۷ | استقلال تهران                                              | ۶ – ۰ | خیبر خرم‌آباد   | تهران                                              |
|                  | مرفاوی ۸'، ۵۸'، ۸۰' (پنالتی)، ۸۵' · کلهر ۶۰' · حسن‌زاده ۶۲' |       | محمد سجادی '۷۰ | ورزشگاه: آزادی تماشاگران: ۱۵۰۰۰ داور: حسین خوشخوان |

| ۱۸ اسفند ۱۳۶۸ ۱۸ | استقلال تهران | ۰ – ۱ | تام اصفهان  | تهران                                                    |
|                  |               |       | سیمکانی ۷۵' | ورزشگاه: آزادی تماشاگران: ۵۵۰۰۰ داور: علی نقی مصطفی نژاد |

| ۲۲ اسفند ۱۳۶۸ ۱۹ | گسترش اراک             | ۰ – ۶ | استقلال تهران                                                                     | اراک                                                    |
|                  | جواد مشهدی حسین خدادای |       | یکه ۳۸' · کلهر ۴۳' · ترکاشوند ۴۶' · احدی ۴۹' · مرفاوی ۶۵' (پنالتی)، ۶۸' · حسن‌زاده | ورزشگاه: شهید حق‌شناس تماشاگران: ۴۰۰۰ داور: عبود سنگاشکن |

| ۲۵ اسفند ۱۳۶۸ ۲۰ | استقلال تهران                           | ۴ – ۰ | استقلال انزلی | تهران                           |
|                  | یکه ۱۹'، ۳۰'، ۶۲' · مرفاوی ۲۷' (پنالتی) |       |               | ورزشگاه: آزادی داور: حسین عسگری |

#### جایگاه در جدول (گروه دوم)
| رتبه | تیم             | بازی | برد | مساوی | باخت | زده | خورده | تفاضل | امتیاز | توضیحات           |
| ---- | --------------- | ---- | --- | ----- | ---- | --- | ----- | ----- | ------ | ----------------- |
| ۱    | استقلال تهران   | ۲۰   | ۱۵  | ۳     | ۲    | ۵۲  | ۱۰    | ۴۲    | ۳۳     | صعود به نیمه‌نهایی |
| ۲    | دارایی تهران    | ۲۰   | ۱۱  | ۵     | ۴    | ۲۶  | ۱۱    | ۱۵    | ۲۷     | صعود به نیمه‌نهایی |
| ۳    | تام اصفهان      | ۲۰   | ۹   | ۷     | ۴    | ۲۰  | ۱۱    | ۹     | ۲۵     |                   |
| ۴    | صنعت نفت آبادان | ۲۰   | ۸   | ۷     | ۵    | ۲۸  | ۱۷    | ۱۱    | ۲۳     |                   |

#### مرحله نهایی
| ۲۱ اردیبهشت ۱۳۶۹ نیمه‌نهایی | ملوان انزلی | ۰ – ۰ | استقلال تهران | تهران                                                    |
|                            |             |       | فنونی‌زاده     | ورزشگاه: تختی انزلی تماشاگران: ۲۰۰۰۰ داور: یداله سلیمانی |

| ۲۸ اردیبهشت ۱۳۶۹ نیمه‌نهایی | استقلال تهران                             | ۴ – ۰ | ملوان انزلی | تهران                                              |
|                            | سرخاب ۲' · بیانی ۲۳' · هاشمی‌مقدم ۳۸'، ۵۴' |       |             | ورزشگاه: آزادی تماشاگران: ۵۰۰۰۰ داور: حسین خوشخوان |

### قهرمانی باشگاه‌های تهران
منبع
| ۱۰ فروردین ۱۳۶۸ ۱ | استقلال تهران                            | ۴ – ۰ | بانک ملی تهران | تهران                                               |
|                   | هاشمی‌مقدم ۳۷'، ۷۱' · گروسی ۴۲' · یکه ۶۵' | گزارش |                | ورزشگاه: شیرودی تماشاگران: ۲۲۰۰۰ داور: حسین خوشخوان |

| ۱۸ فروردین ۱۳۶۸ ۲ | استقلال تهران       | ۱ – ۰ | عقاب تهران | تهران                            |
|                   | کلهر ۸۸' · قلعه‌نویی |       |            | ورزشگاه: شیرودی داور: حسین عسگری |

| ۱۳ مرداد ۱۳۶۸ ۳ | استقلال تهران | ۰ – ۰ | شاهین تهران | تهران                                             |
|                 |               |       |             | ورزشگاه: شیرودی تماشاگران: ۳۰۰۰۰ داور: محسن زمانی |

| ۱۷ مرداد ۱۳۶۸ ۴ | استقلال تهران            | ۲ – ۱ | گسترش تهران                                     | تهران                                              |
|                 | قلعه‌نویی ۲۶' · بیانی ۶۵' |       | نادر میراحمدیان ۴۵' · سعید مظاهری · مهران امانی | ورزشگاه: شیرودی تماشاگران: ۲۵۰۰۰ داور: منوچهر نظری |

| ۳ شهریور ۱۳۶۸ ۵ | استقلال تهران            | ۱ – ۰ | وحدت تهران   | تهران                                               |
|                 | هاشمی‌مقدم ۳۸' · شکورزاده |       | کشاورز نعیمی | ورزشگاه: شیرودی تماشاگران: ۲۵۰۰۰ داور: حمید خوشخوان |

| ۱۷ شهریور ۱۳۶۸ ۶ | استقلال تهران | ۱ – ۰ | بانک صنعت و معدن تهران | تهران                                             |
|                  | بیانی ۸۰'     |       | علیرضا صفایی احمد هادی | ورزشگاه: شیرودی تماشاگران: ۲۵۰۰۰ داور: محمد ریاحی |

| ۲۴ شهریور ۱۳۶۸ ۷ | استقلال تهران                          | ۱ – ۱ | دارایی تهران                                            | تهران                                              |
|                  | حسین قوی فکر ۹' (گل‌به‌خودی) · نامجومطلق |       | امیرخانلو ۱۸' · مجید فلاحتی · جلال بیات · رضا رضایی منش | ورزشگاه: شیرودی تماشاگران: ۲۳۰۰۰ داور: منوچهر نظری |

| ۳۱ شهریور ۱۳۶۸ ۸ | استقلال تهران               | ۳ – ۰ | تهران جوان | تهران                                               |
|                  | مرفاوی ۱۵'، ۲۸' · بیانی ۶۰' |       |            | ورزشگاه: شیرودی تماشاگران: ۲۵۰۰۰ داور: حسین خوشخوان |

| ۱۰ آذر ۱۳۶۸ ۹ | استقلال تهران | ۱ – ۰ | بانک سپه تهران | تهران                                               |
|               | گروسی ۳۰'     |       |                | ورزشگاه: شیرودی تماشاگران: ۳۰۰۰۰ داور: حسین خوشخوان |

| ۱۴ مهر ۱۳۶۸ ۱۰ | استقلال تهران                               | ۳ – ۱ | نیروی زمینی تهران | تهران                                               |
|                | مختاری‌فر ۲۱' · هاشمی‌مقدم ۴۰' · قلعه‌نویی ۸۵' |       | سرخاب ۸۹'         | ورزشگاه: شیرودی تماشاگران: ۲۵۰۰۰ داور: حمید خوشخوان |

| ۱۷ آذر ۱۳۶۸ ۱۱ (دربی ۳۲) | استقلال تهران | ۰ – ۱ | پیروزی تهران                       | تهران                                              |
|                          | نامجومطلق     |       | عابدیان ۱۷' · بوسفی · محرمی · باوی | ورزشگاه: آزادی تماشاگران: ۷۵۰۰۰ داور: حمید خوشخوان |

| ۸ دی ۱۳۶۸ ۱۲ | استقلال تهران | ۱ – ۰ | بنیاد شهید تهران | تهران                                               |
|              | مرفاوی ۶۲'    |       |                  | ورزشگاه: شیرودی تماشاگران: ۲۵۰۰۰ داور: رشید حسن‌زاده |

| ۲۹ دی ۱۳۶۸ ۱۳ | استقلال تهران            | ۲ – ۰ | ژاندارمری تهران | تهران                                              |
|               | مرفاوی ۳۴' · حسن‌زاده ۴۵' |       | فرهاد تجسسی     | ورزشگاه: شیرودی تماشاگران: ۲۰۰۰۰ داور: هادی دزفولی |

| ۶ بهمن ۱۳۶۸ ۱۴ | استقلال تهران                                 | ۳ – ۰ | راه‌آهن تهران  | تهران                                             |
|                | حسن‌زاده ۳۵' · یکه ۵۲' · مرفاوی ۷۱' · اردستانی |       | محمد نوری '۱۰ | ورزشگاه: شیرودی تماشاگران: ۲۵۰۰۰ داور: محمد ریاحی |

| ۴ اسفند ۱۳۶۸ ۱۵ | استقلال تهران         | ۱ – ۳ | پاس تهران                                   | تهران                                             |
|                 | مرفاوی ۸۸' · شکورزاده |       | مدیرروستا ۳۳'، ۸۴' · رضا امری ۴۷' · غنی‌زاده | ورزشگاه: شیرودی تماشاگران: ۴۰۰۰۰ داور: محمد ریاحی |

#### جایگاه در جدول
| رتبه | تیم     | بازی | برد | مساوی | باخت | گل‌زده | گل‌خورده | تفاضل گل | امتیاز |
| ---- | ------- | ---- | --- | ----- | ---- | ----- | ------- | -------- | ------ |
| ۱    | پیروزی  | ۱۵   | ۱۲  | ۲     | ۱    | ۲۸    | ۶       | ۲۲       | ۲۶     |
| ۲    | استقلال | ۱۵   | ۱۱  | ۲     | ۲    | ۲۴    | ۷       | ۱۷       | ۲۴     |
| ۳    | پاس     | ۱۵   | ۹   | ۴     | ۲    | ۲۲    | ۱۰      | ۱۲       | ۲۲     |
| ۴    | شاهین   | ۱۵   | ۶   | ۸     | ۱    | ۱۶    | ۷       | ۹        | ۲۰     |

### جام میلز هندوستان
منبع
| ۱۳ آبان ۱۳۶۸ ۱ | آیس بنگال | ۰ – ۱ | استقلال تهران | دهلی‌نو، هندوستان |
|                |           |       | یکه ؟'        |                  |

| ۱۵ آبان ۱۳۶۸ ۲ | پنجاب بنگال | ۰ – ۲ | استقلال تهران          | دهلی‌نو، هندوستان |
|                |             |       | قلعه‌نویی ؟' · زیوری ؟' |                  |

| ۱۷ آبان ۱۳۶۸ ۳ | جی سی تی دهلی‌نو | ۰ – ۳ | استقلال تهران       | دهلی‌نو، هندوستان |
|                |                 |       | یکه ؟' ؟' · کلهر ؟' |                  |

| ۱۹ آبان ۱۳۶۸ نیمه‌نهایی | محمدان بنگلادش | ۰ – ۱ | استقلال تهران | دهلی‌نو، هندوستان |
|                        |                |       | حسن‌زاده ۷۰'   |                  |

| ۲۱ آبان ۱۳۶۸ فینال | پوهانگ استیلرز | ۱ – ۳ | استقلال تهران                | دهلی‌نو، هندوستان |
|                    |                |       | یکه ۱۲' · هاشمی‌مقدم ۲۸'، ۴۰' |                  |

### جام بوردولو
منبع
| ۲۳ آبان ۱۳۶۸ ۱ | پلیس آسان هندوستان | ۰ – ۶ | استقلال تهران                                                | ایالت آسام، هندوستان |
|                |                    |       | ترکاشوند ؟' ؟' · یکه ؟' · کلهر ؟' · نعلچگر ؟' · فلاحت‌زاده ؟' |                      |

| ۲۵ آبان ۱۳۶۸ ۲ | پنجاب پاکستان | ۰ – ۲ | استقلال تهران         | ایالت آسام، هندوستان |
|                |               |       | هاشمی‌مقدم ؟' · یکه ؟' |                      |

| ۲۷ آبان ۱۳۶۸ نیمه‌نهایی | نپال | ۰ – ۵ | استقلال تهران                                  | ایالت آسام، هندوستان |
|                        |      |       | کلهر ؟' ؟' · ومزیار ؟' · فلاحت‌زاده ؟' · یکه ؟' |                      |

| ۲۹ آبان ۱۳۶۸ فینال | محمدان بنگلادش | ۰ – ۱ | استقلال تهران | ایالت آسام، هندوستان |
|                    |                |       | یکه ؟'        |                      |

مرتضی یکه ۸ گل از ۲۴ گل استقلال در این دو جام را زد و بهترین گلزن جام شد
رضا احدی به عنوان با ارزشترین بازیکن این جام انتخاب شد

### بازی دوستانه
| ۲۶ آذر ۱۳۶۸ دوستانه ۱ | استقلال تهران                          | ۲ – ۱ | واشاش مجارستان         | تهران                                             |
|                       | مرفاوی ۳۶' · هاشمی‌مقدم ۶۴' · شکوری‌زاده |       | دئورو یوزف ۵۵' · لاسلو | ورزشگاه: شیرودی تماشاگران: ۳۰۰۰۰ داور: محمد ریاحی |

| ۱۳ بهمن ۱۳۶۸ دوستانه ۲ |           | ۱–۲ |                          | تهران              |
| | مرتضی یکه |     | حمید زنجانی · حسین عسگری | ورزشگاه: ۱۷ شهریور |
| یادداشت: دیدار دوستانه به مناسبت جشن قهرمانی استقلال در جام باشگاه‌های آسیا. استقلال در این دیدار با ترکیبی از بازیکنان جوانان و بزرگسالان به میدان رفت. |           |     |                          |                    |

| اردیبهشت ۱۳۶۹ دوستانه ۳ | استقلال تهران | ۱–۱ | هما تهران | تهران |

| اردیبهشت ۱۳۶۹ دوستانه ۴ |  | ۱–۲ |                              | تهران |
|                         |  |     | محمد والایی · علیرضا حسینیان |       |

منبع

## آمار فصل

### عملکرد کلی تیم در فصل
| عنوان بازیها    | بازی | برد | مساوی | باخت | گل‌زده | گل‌خورده | تفاضل | درصد برد |
| --------------- | ---- | --- | ----- | ---- | ----- | ------- | ----- | -------- |
| جام قدس         | ۲۳   | ۱۷  | ۴     | ۲    | ۵۸    | ۱۱      | ۴۷    | ۷۴٪      |
| باشگاه‌های تهران | ۱۵   | ۱۱  | ۲     | ۲    | ۲۴    | ۷       | ۱۷    | ۷۳٪      |
| جمع             | ۳۸   | ۲۸  | ۶     | ۴    | ۸۲    | ۱۸      | ۶۴    | ۷۴٪      |

### تعداد بازی
| #  | بازیکن           | تعداد بازی | تعداد بازی | تعداد بازی |
| #  | بازیکن           | لیگ قدس    | لیگ تهران  | جمع        |
| -- | ---------------- | ---------- | ---------- | ---------- |
| ۱  | امیر هاشمی‌مقدم   | ۲۱         | ۱۴         | ۳۵         |
| ۲  | صادق ورمزیار     | ۱۸         | ۱۵         | ۳۳         |
| ۳  | جواد زرینچه      | ۱۸         | ۱۴         | ۳۲         |
| ۴  | رضا حسن‌زاده      | ۱۷         | ۱۵         | ۳۲         |
| ۵  | صمد مرفاوی       | ۱۸         | ۱۳         | ۳۱         |
| ۶  | مرتضی یکه        | ۱۸         | ۱۱         | ۲۹         |
| ۷  | مصطفی اردستانی   | ۱۶         | ۱۳         | ۲۹         |
| ۸  | محمود کلهر       | ۱۸         | ۷          | ۲۵         |
| ۹  | سعید عزیزیان     | ۱۱         | ۱۴         | ۲۵         |
| ۱۰ | محمدرضا شکورزاده | ۱۴         | ۹          | ۲۳         |
| ۱۱ | امیر قلعه‌نویی    | ۱۲         | ۱۱         | ۲۳         |
| ۱۲ | مجید نامجومطلق   | ۱۱         | ۱۲         | ۲۳         |
| ۱۳ | محسن گروسی       | ۱۰         | ۱۱         | ۲۱         |
| ۱۴ | شاهرخ بیانی      | ۱۲         | ۸          | ۲۰         |
| ۱۵ | فرشاد فلاحت‌زاده  | ۱۴         | ۵          | ۱۹         |
| ۱۶ | جعفر مختاری‌فر    | ۹          | ۷          | ۱۶         |
| ۱۷ | رضا احدی         | ۱۰         | ۵          | ۱۵         |
| ۱۸ | خسرو پارسا       | ۱۱         | ۳          | ۱۴         |
| ۱۹ | حسین ترابپور     | ۱۱         | ۲          | ۱۳         |
| ۲۰ | بهمن ترکاشوند    | ۱۰         | ۳          | ۱۳         |
| ۲۱ | حبیب زیوری       | ۶          | ۰          | ۶          |
| ۲۲ | کوروش تشت‌زر      | ۳          | ۱          | ۴          |
| ۲۳ | احمدرضا عابدزاده | ۳          | ۰          | ۳          |
| ۲۴ | شاهین بیانی      | ۳          | ۰          | ۳          |
| ۲۵ | عباس سرخاب       | ۳          | ۰          | ۳          |
| ۲۶ | مهدی فنونی‌زاده   | ۲          | ۰          | ۲          |
| ۲۷ | پژمان چیذری      | ۱          | ۰          | ۱          |

### کاپیتان‌های فصل
| رده | نام              | جام قدس | باشگاه‌های تهران | جمع |
| --- | ---------------- | ------- | --------------- | --- |
| ۱   | جعفر مختاری‌فر    | ۹       | ۶               | ۱۵  |
| ۲   | رضا احدی         | ۷       | ۵               | ۱۲  |
| ۳   | شاهرخ بیانی      | ۴       | ۱               | ۵   |
| ۴   | مجید نامجومطلق   | ۳       | ۱               | ۴   |
| ۵   | محمدرضا شکورزاده | ۰       | ۲               | ۲   |

- فقط کاپینانهایی که بازی را شروع کرده‌اند در این جدول قرار گرفته‌اند و کاپیتانهای تعویضی محاسبه نشده‌اند.

## تیم جوانان
مسابقات فوتبال دسته اول جوانان تهران در سال ۱۳۶۸ با شرکت ۱۸ تیم برگزار گردید که در پایان تیم فوتبال بانک املی به مقام قهرمانی این مسابقات رسید و تیم فوتبال جوانان استقلال با کسب ۱۹ امتیاز در ردیف سیزدهم جدول قرار گرفت.

## سایر ورزشها
در سال ۱۳۶۸ تیم والیبال استقلال تهران به مقام قهرمانی جام حذفی باشگاه‌های ایران شد و به اولین دوره مسابقات باشگاه‌های آسیا در سال ۱۹۸۹ در هیروشیما راه یافت
در فروردین ماه سال ۱۳۶۸ تیم والیبال استقلال قهرمان جام حذفی باشگاه‌های تهران برای اولین بار به مسابقات قهرمانی باشگاه‌های آسیا به این عزیمت نمود. اولین دوره پیکارهای والیبال باشگاه‌های برتر آسیا با شرکت ۸ تیم در ژاپن - هیروشیما پایان یافت. در اولین گام این رقابتها نماینده والیبال ایران پرونده خود را با کسب مقام چهارم مجازی و پنجم حقیقی بست. تیم استقلال تهران قهرمان جام حذفی باشگاه‌های ایران در شرایطی مسابقات به پایان برد که در کارنامه خود یک پیروزی و سه شکست به ثبت رساند و در مجموع پنج دیدار ۶ گیم برد و ۹ گیم را واگذار کرد و بدین ترتیب بالاتر از تیم‌های عراق - زلاندنو و بحرین در رده‌بندی قرار گرفت.
در مسابقات والیبال قهرمانی باشگاه‌های تهران تیم والیبال استقلال با ۱۷ امتیاز به مقام ششم این دوره از مسابقات دست یافت و تیم‌های پیروزی و بانک ملی و پیکان به مقام‌های اول تا سوم دست یافتند.